# Lora Webb Nichols
Lora Webb Nichols est une photographe et chroniqueuse américaine, née le 28 octobre 1883 à Boulder dans le Colorado et morte le 31 août 1962 à Encampment dans le Wyoming.

## Biographie
Lora Nichols est née le 28 octobre 1883 à Boulder, Colorado,. Son grand-père, David H. Nichols (en), a participé en 1864 au massacre Sand Creek puis est devenu lieutenant-gouverneur du Colorado. Son père est un ancien gardien du premier pénitencier d'État du Colorado devenu agriculteur. Elle déménage avec sa famille en 1884 à Encampment dans le Wyoming.
En 1899, Bert Oldman, un prétendant deux fois plus âgé qu’elle, lui offre un appareil photographique pour son seizième anniversaire. Ils se marient l’année suivante et divorcent dix ans plus tard.
Vers 1906, Nichols construit une chambre noire et travaille comme photographe portraitiste et retoucheuse. En 1925, elle fonde le Rocky Mountain Studio qui loue des appareils photo et développe des films. Elle photographie ses voisins, ses amis, sa famille, des gens de son entourage qui lui font confiance et lui permettent de prendre des photos très intimistes. Lorsque les cow-boys et les jeunes hommes du Civilian Conservation Corps traversent la ville, Lora Nichols leur prête un appareil photo puis réalise les tirages, ce qui lui permet de rassembler une documentation unique sur cette période. « Comme femme photographe, elle est entrée dans l’intimité de celles-ci, révélant une beauté, un raffinement, une modernité, une liberté insoupçonnés. »
En 1935 elle déménage à Stockton, en Californie et travaille dans un foyer pour enfants, dont elle devient la directrice. Après sa retraite en 1956, Lora Webb Nichols revient à Encampment où elle meurt à 78 ans le 31 août 1962. 
Lora Webb Nichols a laissé une archive unique de 24 000 images sur le quotidien et les gens d’Encampment entre 1910 et 1940.